# 2009 au Paraguay
Cet article présente les faits marquants de l'année 2009 au Paraguay.

## Évènements
- Lundi 13 avril 2009 : Le président Fernando Lugo (57 ans) reconnaît la paternité d'un garçon de 2 ans, conçu alors qu'il était encore évêque. Cette affaire déclenche un scandale dans ce petit pays pauvre dont 90 % de la population est catholique.

- Jeudi 23 avril 2009 :  Le président Fernando Lugo à la suite du scandale sexuel déclenché par plusieurs demandes de paternité à son encontre refuse de démissionner. En moins d'un mois, trois jeunes femmes ont affirmé  avoir eu un enfant avec le président de la République.

- Vendredi 24 avril 2009 : Le président Fernando Lugo, ancien évêque catholique, reconnaît la paternité d'un  enfant, et demande « pardon » alléguant être « un humain imparfait ». Il assure qu'il ne renoncerait pas pour autant à la  présidence, et qu'il irait jusqu'à la fin de son mandat, en août 2013,  alors que plusieurs opposants ont appelé à la destitution du chef de  l'État.

- Dimanche 24 mai 2009 : Le président Fernando Lugo, un ancien évêque s'est dit fier d'avoir reconnu avoir eu un enfant de 2 ans, car « le taux de reconnaissance de paternité n'est que de 30 % au Paraguay ».